# Rovine (Gradiška)
Pour les articles homonymes, voir Rovine.
Rovine (en serbe cyrillique : Ровине) est un village de Bosnie-Herzégovine. Il est situé dans la municipalité de Gradiška et dans la république serbe de Bosnie. Selon les premiers résultats du recensement bosnien de 2013, il compte 1 563 habitants.

## Démographie

### Évolution historique de la population dans la localité
| 1948 | 1953 | 1961 | 1971 | 1981 | 1991  | 2013  |
| ---- | ---- | ---- | ---- | ---- | ----- | ----- |
| -    | -    | 641  | 836  | 979  | 1 016 | 1 563 |

|  |